# جيري بيرنت
جيري بيرنت (بالإنجليزية: Jerry Berndt)‏ هو لاعب كرة قدم أمريكية أمريكي، ولد في 11 مايو 1938.